# Sociedade de empréstimo entre pessoas
Sociedade de empréstimos entre pessoas (SEP) é um dos modelos de empresas  financeira surgidas com o amplo desenvolvimento digital da sociedade, essas organizações são conhecidas como fintech. A regulação sobre fintech variam conforme o país, sendo no Brasil autorizadas para funcionamento no mercado financeiro apenas as SEP e as Sociedade de crédito direto (SCD). As empresas SEP realizam operações de crédito entre pessoas, conhecidas no mercado como peer-to-peer lending (P2P), se interpondo na relação entre credor e devedor, realizando uma clássica operação de intermediação financeira, pelos quais podem cobrar tarifas. O limite máximo que uma pessoa pode oferecer para empréstimo em cada empresa SEP é de no máximo R$ 15 mil. Sendo livre o número de empresas SEP com as quais o credor tem relação. A fiscalização sobre funcionamento está a cargo do Banco Central.
Segundo o Banco Central, adicionalmente, a SEP pode prestar outros serviços como análise e cobrança de crédito para clientes e terceiros, e emissão de moeda eletrônica. 
Os potenciais destinatários dos empréstimos devem ser selecionados com base em critérios como situação econômico-financeira, grau de endividamento, setor de atividade econômica e pontualidade e atrasos nos pagamentos, entre outros.